# Russell Robartes
Russell Robartes (1671-1719) est un homme politique anglais qui siège à la Chambre des communes anglaise et britannique de 1693 à 1713.

## Biographie

### Jeunesse et études
Il est le deuxième fils de Robert Robartes (vicomte Bodmin) et son épouse Sarah Bodvel, fille de John Bodvel et frère cadet de Charles Robartes (2e comte de Radnor). Il fait ses études dans une école privée à Londres et entre au St. John's College de Cambridge en 1689 .

### Parcours professionnel
Après avoir servi en Flandre en tant que volontaire de l'armée lors de la campagne de 1693, il est élu député de Bodmin lors d'une élection partielle plus tard dans l'année, siégeant jusqu'en 1702. De 1702 à 1708, il siège pour Lostwithiel, avant de siéger à nouveau pour Bodmin de 1708 à 1713. En 1703, il est élu membre de la Royal Society .
Il est nommé caissier de l'échiquier en 1710, succédant ainsi à son parent Francis Robartes, mais perd son poste en 1714 alors qu'il revient trop tard d'un voyage à Paris .
Il est décédé en 1719 et est enterré à Chelsea, Londres. Il épouse Lady Mary, fille de Henry Booth (1er comte de Warrington), avec qui il a eu 2 fils et 2 filles. Leur fils aîné, Henry, devient le 3e comte de Radnor en 1723.